# Біленький Віктор Андрійович
Ві́ктор Андрі́йович Біле́нький — полковник медичної служби Збройних сил України.

## З життєпису
Провідний хірург (регіону) Військово-медичного клінічного центру Північного регіону — на 475 ліжок.
Станом на 2017 рік з донькою Валентиною проживає у Харкові.

## Нагороди
За особисту мужність і героїзм, виявлені у захисті державного суверенітету та територіальної цілісності України, вірність військовій присязі під час російсько-української війни, відзначений —
- присвоєно почесне звання «Заслужений лікар України» (21.8.2014);
- нагороджений орденом Богдана Хмельницького 3-го ступеня (3.2.2015).